# Février 2007 en Afrique

## 1erfévrier
- Liberia : alors que le président chinois Hu Jintao termine sa visite officielle, la présidente libérienne Ellen Johnson Sirleaf a annoncé que la Chine avait annulé la dette du Liberia qui s’élevait à 15 millions de dollars[1].

- République démocratique du Congo : des violences entre policiers et militants du mouvement chrétien Bundu dia Kongo (BDK) ont éclaté après une perquisition d’un  bâtiment ayant servi de résidence au chef spirituel de BDK, Ne Muanda Nsemi, accusé de cacher des armes. Ces violences, qui ont débuté à Matadi le 31 janvier, se sont propagées à Boma et Moanda dans la Province du Bas-Congo,  ont fait au moins 90 morts[2]. La Mission de l'Organisation des Nations unies en République démocratique du Congo évalue à 134 le nombre des morts[3].

## 3 février
- Sénégal : Médoune Fall, ancien ministre sénégalais de l'Intérieur sous le président Abdou Diouf entre 1981 et 1993, est décédé à Dakar[4].

## 4 février
- Mali : en vue de l’élection présidentielle malienne de 2007, Ibrahim Boubacar Keïta, président du Rassemblement pour le Mali (RPM), Tiébilé Dramé, président du Parti pour la renaissance nationale (PARENA), Mamadou Bakary Sangaré, président de la Convention démocratique et sociale (CDS), Soumeylou Boubèye Maïga, président de Convergence 2007 et le Pr Abdoul Traoré dit Diop, président de l'Association pour la démocratie et la justice (ADJ), ont signé une déclaration pour la création d’un Front pour la démocratie et la République (FRD)[5].

## 5 février
- Côte d'Ivoire : sous l’égide du président burkinabé Blaise Compaoré, nommé facilitateur du dialogue inter-ivoirien par la Communauté économique des États de l'Afrique de l'Ouest, le dialogue direct entre le président Laurent Gbagbo et la rébellion des Forces nouvelles a débuté à Ouagadougou par une rencontre entre leurs partisans[6].

- République démocratique du Congo : Le président Joseph Kabila a nommé le gouvernement dirigé par Antoine Gizenga[7].

- Tchad : le ministre de la Justice Abderamane Djasnabaille a déposé plainte au nom du gouvernement tchadien contre des responsables de la rébellion pour « atteinte à l'intégrité du territoire et des institutions de la République en complicité avec le Soudan ». Cette plainte vise notamment Tom Erdimi et Timan Erdimi, du Rassemblement des forces démocratiques (RaFD) et Mahamat Nouri et Acheikh ibn Oumar de l’Union des forces pour la démocratie et le développement (UFDD)[8].

## 8 février
- Afrique de l'Ouest : le Nigeria, le Bénin et le Togo ont créé la Co-Prosperity Alliance Zone (COPAZ), dans l’objectif d’accélérer l'intégration de leurs économies nationales[9].

## 9 février
- Coopération décentralisée : les troisièmes rencontres internationales des régions francophones, organisées par l’Association internationale des régions francophones, se sont déroulées à Bamako, permettant aux participants d’échanger autour d’expériences en matière de coopération décentralisée, au travers notamment quatre tables rondes portant sur le développement local, le développement agricole et la microfinance[10].

- Guinée : le président Lansana Conté a nommé Eugène Camara Premier Ministre. La nomination de ce proche du président, jusqu’alors Ministre d’état aux affaires présidentielles, a été dénoncée par l’opposition[11].

## 11 février
- Guinée : Alors qu’au cours des manifestations du week-end, 23 personnes ont trouvé la mort, l’intersyndical exige pour la première fois le départ du pouvoir du président Lansana Conté[12].

## 12 février
- Guinée : la grève générale a repris pour protester contre la nomination par le président d’Eugène Camara au poste de Premier ministre[13]. Au cours d’une intervention télévisée, le président Lansana Conté a annoncé qu’il avait décrété l’état de siège du 12 au 23 février impliquant un couvre-feu de 20h à 6 du matin et de 6h à 16h sur l’ensemble du territoire. Toutes les manifestations, cortèges, rassemblements sont interdits[14]. Les forces de l’ordre sont autorisées à arrêter toute personne dont l'activité présente un danger pour la sécurité publique et à mener en tout lieu des perquisitions de jour et de nuit[15].

- Maroc : un séisme d’une magnitude de 6,3 sur l'échelle de Richter dont l'épicentre se situe à 260 km à l’ouest de Rabat a été ressenti sur le littoral marocain.

## 13 février
- Côte d'Ivoire : la société multinationale Trafigura, affréteur du cargo Probo Koala qui avait déchargé des déchets toxiques en août 2005 dans des décharges d’Abidjan, et l’État ivoirien ont signé un accord amiable prévoyant un dédommagement de la part de Trafigura de 152 millions d’euros et l’abandon des poursuites judiciaires engagées par la Côte d’Ivoire[16].L’opposition a rejeté cet accord qu’elle qualifie de douteux le 22 février 2007[17].

## 15 février
- Afrique, France : Le 24e sommet Afrique-France s’est ouvert à Cannes (France). Un accord a été signé entre les présidents soudanais Omar el-Béchir, tchadien Idriss Déby et centrafricain François Bozizé. Chaque État  s’engage à respecter les souverainetés nationales de ces voisins et ne pas soutenir les rébellions armées[18].

- Guinée : plusieurs dirigeants syndicaux ont rencontré des hauts responsables de l’État et de l’armée sur invitation du président de l’Assemblée nationale Aboubacar Somparé[19].

- Mali : 19 partis politiques ont rejoint l’Alliance pour la démocratie et le progrès (ADP), soutenant une candidature d’Amadou Toumani Touré à l’élection présidentielle malienne de 2007[20].

- République démocratique du Congo : le Conseil de sécurité des Nations unies a adopté à l’unanimité une résolution  prorogeant de deux mois, jusqu’au 15 avril, le mandat de la Mission de l'Organisation des Nations unies en République démocratique du Congo (MONUC) et demandant au secrétaire général des Nations unies de lui faire des propositions d’ajustement à apporter au mandat de la MONUC[21].

## 16 février
- Guinée : l’Union africaine a adopté une résolution condamnant l’usage excessif de la force et demandant une enquête indépendante sur les violences[22].

## 17 février
- Guinée : les responsables syndicaux guinéens ont rompu les négociations exigeant comme préalable la levée de l’état de siège. Une délégation de la Communauté économique des États de l'Afrique de l'Ouest présidée par l’ancien dirigeant nigérian Ibrahim Babangida est arrivée à Conakry[22].

- Mali : le Parti pour la démocratie et le renouveau (PDR) a tenu son 2e congrès à Bamako et réélu Kalilou Samaké comme président. Pour l’élection présidentielle malienne de 2007, le PDR a confirmé son soutien à une candidature du président sortant Amadou Toumani Touré[23].

## 18 février
- Guinée : le couvre-feu a été réduit et couvre la période de 18 h à 6 h sur l’ensemble du territoire national. Les organisations de la société civile dénoncent les arrestations de centaines de sympathisants et militants de l’opposition par les forces de police et de gendarmerie[15].

- Mali : Le Parti pour la renaissance nationale (Parena) a investi son président Tiébilé Dramé, comme candidat à l’élection présidentielle malienne de 2007[24].

## 19 février
- Somalie : Des attaques au mortier contre les forces gouvernementales et l'armée éthiopienne ont eu lieu dans les quartiers du ministère de la Défense, de la présidence et de l'hôpital militaire à Mogadiscio. Douze civils ont été tués au cours de ces attaques. Le lendemain, des milliers d’habitants de Mogadiscio ont fui la capitale[25].

- Tchad : les rebelles de l’Union des forces pour la démocratie et le développement ont attaqué la localité de Fada, ville natale du président Idriss Déby[26].

- Zimbabwe : L’Union européenne a prolongé d’un an jusqu’en février 2008, les sanctions contre le Zimbabwe : embargo sur les armes, interdiction pour le président Robert Mugabe de séjourner sur le territoire de l’Union  et le gel des avoirs financiers de 130 personnes « ayant participé à des activités qui mettent gravement en danger la démocratie, le respect des droits de l'Homme et l'état de droit au Zimbabwe »[27].

## 20 février
- Nigeria : La Cour d’appel d’Abuja considère que « Selon la Constitution, le Chef de l'État n'a pas le pouvoir de déclarer vacante la fonction de vice-président » et qu’ainsi la destitution du vice-président  Atiku Abubakar en décembre 2006 est illégale. Adebayo Adenipekun, avocat du gouvernement, a annoncé que le gouvernement allait faire appel de la décision devant la cour suprême[28].

- Somalie: Le Conseil de sécurité des Nations unies a adopté la résolution 1744 autorisant « les États membres de l'Union africaine à établir pour une période de six mois une mission en Somalie qui sera habilitée à prendre toutes les mesures nécessaires », pour assurer  la sécurisation et la stabilisation du pays[29].

## 21 février
- Sénégal : des violences ont éclaté à Dakar entre fidèles du marabout Cheikh Béthio Thioune, soutien du président Abdoulaye Wade et partisan d’Idrissa Seck, candidat à l’élection présidentielle sénégalaise de 2007. Dix personnes ont été blessées et six voitures brûlées. Le gouvernement a annoncé le lendemain la volonté d’ouvrir une enquête, pour déterminer les causes des incidents et situer les responsabilités[30].

## 22 février
- République démocratique du Congo : le Premier ministre Antoine Gizenga a présenté devant l'Assemblée nationale un programme de gouvernement, développant 5 grands axes (la « consolidation de la paix et de la nation », la « reconstruction de l’État », la « relance de l’économie », la « lutte contre la pauvreté et les inégalités sociales » et la « restauration de la famille et des valeurs morales ») et cinq chantiers prioritaires (les infrastructures, l'emploi, l'éducation, l'eau et l'électricité, la santé)[31].

- Somalie : l'aéroport de Mogadiscio a été attaqué par des hommes armés et deux responsables locaux, Muhyadin Hassan, commissaire du district de Yaqshiid et Abdi Omar Gogooye, commissaire-adjoint du district de Wadajir, ont été assassinés[32].

## 23 février
- Mali : le premier Forum pour la souveraineté alimentaire se tient à Sélingué, du 23 au 27 février avec comme objectif de faire reconnaître par l’ONU le droit des peuples à définir leur propre politique en matière d’alimentation et d’agriculture. Le leader altermondialiste et candidat à l'élection présidentielle française José Bové y participe au côté de 300 autres militants venant d'Afrique, d'Europe et d'Amérique, comme Ibrahima Coulibaly, président du Comité national des organisations paysannes professionnelles (CNOP) du Mali[33].

- Tchad: Le Premier ministre Pascal Yoadimnadji est décédé à Paris d'une hémorragie cérébrale[34].

## 24 février
- Burkina Faso : ouverture à Ouagadougou de la 20e édition du Festival panafricain du cinéma et de la télévision de Ouagadougou (Fespaco)[35].

- Mali : 
  - Une manifestation organisée par la Coalition des alternatives africaines dettes et développement (CAD-Mali) en collaboration avec l’organisation non gouvernementale Wateraid a eu lieu à Bamako a rassemblé plus de 800 personnes réclamant la gratuité de l'eau potable et la réduction des tarifs d'électricité[36].
  - 14 partis, dont le RPM, et le PARENA et deux associations politiques ont créé le Front pour la Démocratie et la République (FDR) avec comme objectif de réussir l'alternance lors de l'élection présidentielle malienne de 2007[37].
  - La conférence nationale du parti Solidarité africaine pour la démocratie et l'indépendance (Sadi) a investi Oumar Mariko comme candidat à l'élection présidentielle[38].

- République démocratique du Congo : l'Assemblée nationale a investi le gouvernement présenté par le Premier ministre Antoine Gizenga par 295 voix pour, 94 contre et 8 abstentions[39].

## 25 février
- Sénégal : le président Abdoulaye Wade a remporté l'élection présidentielle dès le premier tour.

- Guinée : le président Lansana Conté a accepté le remplacement du Premier ministre Eugène Camara par une personnalité choisie sur une liste de 5 candidats désignés par les syndicats et la société civile[40].

## 26 février
- Guinée : le président Lansana Conté a nommé Lansana Kouyaté Premier ministre, choisi parmi 4 candidats proposés par les syndicats et la société civile[41].

- Tchad : le président Idriss Déby a nommé Delwa Kassiré Coumakoye au poste de Premier ministre. Ancien Premier ministre entre 1994 et 1996, président du Rassemblement national pour la démocratie et le progrès (RNDP), Delwa Kassiré Coumakoye occupait le poste de ministre de l'Aménagement du territoire[42].

- Soudan : le gouvernement soudanais refuse de reconnaître toute compétence à la Cour pénale internationale pour juger les crimes contre l'humanité commis au Darfour[43].